# Jack Robinson (Surfer)
Jack Robinson (* 27. Dezember 1997 in Perth) ist ein australischer Surfer.

## Biografie
Jack Robinson wurde in Perth geboren und wuchs im südlicher gelegenen Margaret River auf. Im Alter von drei Jahren stand er erstmals auf einem Surfbrett. Zwölf Jahre später nahm er beim Oakley Pro Bali 2013 erstmals an der World Surf League teil. Im Jahr 2021 konnte er dann bei den Corona Open Mexico seinen ersten Titel auf der Championship Tour gewinnen. Die World Surf League 2022 konnte Robinson im Endklassement als Dritter abschließen. Unter anderem gewann er dabei das Margaret River Pro sowie das Quiksilver Pro G-Land. In den folgenden zwei Jahren gewann Robinson ebenfalls jeweils zwei Events auf der  World Championship Tour. Durch seine Resultate gelang ihm die Qualifikation für die Olympischen Sommerspiele 2024 in Paris. Im  Shortboardwettkampf, der in Teahupoʻo ausgetragen wurde, gewann Robinson die Silbermedaille. Zuvor hatte er mit dem australischen Team bei den ISA World Surfing Games 2024 Bronze gewonnen.